# Elecciones generales de Italia de 1996
Las elecciones generales de Italia de 1996 se realizaron el domingo 21 de abril de 1996 para renovar la Cámara de Diputados y el Senado. Romano Prodi, líder de la coalición de centroizquierda El Olivo, ganó las elecciones, derrotando por poco a Silvio Berlusconi, quien encabezó la coalición de centroderecha Polo por las Libertades.
Para las elecciones, la Liga Norte de Umberto Bossi participó solo, después de haber dejado el primer gabinete de Berlusconi en 1994, causando una crisis que llevó al presidente Oscar Luigi Scalfaro a nombrar un gabinete tecnocrático dirigido por Lamberto Dini, que a su vez perdió su apoyo parlamentario en 1995, lo que obligó a Scalfaro a disolver el Parlamento italiano. 
El Partido de la Refundación Comunista, dirigido por Fausto Bertinotti, en cambio hizo una alianza preelectoral con El Olivo, presentando sus propios candidatos, apoyados por la coalición de Prodi, principalmente en algunos distritos electorales izquierdistas seguros, a cambio de apoyar a los candidatos del Olivo en los otros, y asegurando el apoyo externo para un gobierno de Prodi.

## Sistema electoral
El intrincado sistema electoral de Italia, apodado como Mattarellum (después de Sergio Mattarella, quien fue el proponente oficial), proporcionó un 75% de los escaños en la Cámara de Diputados (Cámara Baja) elegidos por un sistema de votación plural, mientras que el 25% restante se asignó por representación proporcional con un umbral mínimo del 4%. Si es posible, el método asociado en el Senado fue aún más complicado: el 75% de los escaños por método uninominal y el 25% por un método proporcional especial que asignó los escaños restantes a los partidos minoritarios.

## Elección general

### Contexto
En diciembre de 1994, tras la comunicación de una nueva investigación de los magistrados de Milán que se filtró a la prensa, Umberto Bossi, líder de la Liga Norte, dejó la coalición alegando que el pacto electoral no había sido respetado, lo que obligó a Berlusconi a renunciar y cambiar el peso de la mayoría a la centroizquierda. La Liga Norte también resintió el hecho de que muchos de sus parlamentarios se habían cambiado a Forza Italia, presuntamente atraídos por las promesas de carteras más prestigiosas.
Berlusconi permaneció como primer ministro interino durante un poco más de un mes hasta su reemplazo por un gobierno tecnocrático encabezado por Lamberto Dini. Dini había sido un ministro clave en el gabinete de Berlusconi, y Berlusconi dijo que la única forma en que apoyaría a un gobierno tecnocrático sería si Dini lo dirigía. Al final, sin embargo, Dini solo fue apoyado por la mayoría de los partidos de oposición, pero no por Forza Italia y Liga Norte.
En diciembre de 1995, Dini renunció como primer ministro y el presidente de la República, Oscar Luigi Scalfaro, decidió iniciar consultas para formar un gobierno, sostenido por todos los partidos en el Parlamento para hacer reformas constitucionales. Favorablemente a esta propuesta se puso de parte de ambos, en un debate televisivo el 19 de enero de 1996, Silvio Berlusconi y el líder del Partido Democrático de la Izquierda Massimo D'Alema. Aunque hubo muchos problemas sobre este tema en ambas coaliciones: de hecho, Gianfranco Fini y Romano Prodi querían una elección anticipada, no seguros de que las reformas serían útiles para el país. El 16 de febrero de 1996, se convocó una elección anticipada.

### Campaña
El 19 de febrero de 1996, el primer ministro saliente Lamberto Dini anunció que se presentaría en las elecciones con un nuevo partido aliado con El Olivo en lugar de con el Polo por las Libertades de Berlusconi. Poco después, Berlusconi afirmó que Dini "copió nuestro programa electoral".
Otra declaración importante fue la de Umberto Bossi, el líder de la Liga Norte regionalista, que fue muy importante en 1994 para ayudar a Berlusconi a ganar las elecciones, dijo que su partido ya no apoyaría a Berlusconi y que correría solo en las elecciones. Al mismo tiempo, la coalición de Prodi hizo un importante acuerdo preelectoral con el Partido de la Refundación Comunista en el que el partido de Fausto Bertinotti se comprometió a apoyar al gobierno de Prodi después de las elecciones en el caso de un Parlamento sin mayoría.
El 25 de marzo de 1996, Berlusconi organizó una gran manifestación en Milán contra los impuestos (El día del impuesto) asistido por muchos artesanos milaneses; el mismo día, en Turín, Prodi fue fuertemente cuestionado durante su discurso electoral y acusado de no querer bajar los impuestos.

## Principales coaliciones y partidos
| Coalición | Coalición                                 | Partido                                   | Partido                                   | Ideología principal     | Líder             |
| --------- | ----------------------------------------- | ----------------------------------------- | ----------------------------------------- | ----------------------- | ----------------- |
|           | El Olivo                                  |                                           | Partido Democrático de la Izquierda (PDS) | Socialismo democrático  | Massimo D'Alema   |
|           | Populares por Prodi (PP)                  | Democracia cristiana/Centrismo            | Franco Marini                             |                         |                   |
|           | Renovación Italiana (RI)                  | Liberalismo                               | Lamberto Dini                             |                         |                   |
|           | Federación de los Verdes (FdV)            | Política verde                            | Franco Corleone                           |                         |                   |
|           | Socialistas Italianos (SI)                | Socialdemocracia                          | Enrico Boselli                            |                         |                   |
|           | La Red (LR)                               | Izquierda cristiana/Socioliberalismo      | Leoluca Orlando                           |                         |                   |
|           | Polo por las Libertades                   |                                           | Forza Italia (FI)                         | Conservadurismo liberal | Silvio Berlusconi |
|           | Polo por las Libertades                   | Alianza Nacional (AN)                     | Conservadurismo nacionalista              | Gianfranco Fini         |                   |
|           | Polo por las Libertades                   | Centro Cristiano Democrático (CCD)        | Democracia cristiana                      | Pier Ferdinando Casini  |                   |
|           | Polo por las Libertades                   | Cristianos Democráticos Unidos (CDU)      | Democracia cristiana                      | Rocco Buttiglione       |                   |
|           | Liga Norte (LN)                           | Liga Norte (LN)                           | Liga Norte (LN)                           | Regionalismo/Populismo  | Umberto Bossi     |
|           | Partido de la Refundación Comunista (PRC) | Partido de la Refundación Comunista (PRC) | Partido de la Refundación Comunista (PRC) | Comunismo               | Fausto Bertinotti |
|           | Lista Pannella–Sgarbi (LPS)               | Lista Pannella–Sgarbi (LPS)               | Lista Pannella–Sgarbi (LPS)               | Liberalismo             | Marco Pannella    |

### Principales líderes
| Retrato | Nombre | Nombre                     | Posición más reciente | Refs          |
| ------- | ------ | -------------------------- | --- | ------------- |
|         |        | Romano Prodi (1939– )      | Líder de El Olivo (1995–en el cargo) Otras posicionesPresidente del Instituto para la Reconstrucción Industrial (1982–1989; 1993–1994) Ministro de Industria, Comercio y Artesanía (1978–1979) | [ 3 ] [ 4 ]   |
|         |        | Silvio Berlusconi (1936– ) | Presidente del Consejo de Ministros de Italia (1994–1995) Otras posicionesDiputado de la República Italiana (1994–en el cargo) Presidente de Forza Italia (1994–en el cargo) | [ 5 ] [ 6 ]   |
|         |        | Umberto Bossi (1941– )     | Secretario Federal de la Liga Norte (1989–en el cargo) Otras posicionesDiputado de la República Italiana (1992–en el cargo) Senador de la República Italiana (1987–1992) | [ 7 ] [ 8 ]   |
|         |        | Fausto Bertinotti (1940– ) | Secretario del Partido de la Refundación Comunista (1994–en el cargo) Otras posicionesDiputado del Parlamento Europeo (1999–en el cargo) Diputado de la República Italiana (1994–en el cargo) | [ 9 ] [ 10 ]  |
|         |        | Marco Pannella (1930–2016) | Diputado del Parlamento Europeo (1979–en el cargo) Otras posicionesLíder de la Lista Pannella (1992–en el cargo) Diputado de la República Italiana (1992–1994; 1987–1989; 1983–1984; 1976–1978) Presidente del Partido Radical (1986–1989; 1976–1981; 1967–1975) Secretario del Partido Radical (1981–1983; 1963–1967) | [ 11 ] [ 12 ] |

## Resultados

### Cámara de Diputados

#### Resultados totales
|                                                         |                                           |                                           |              |              |              |            |            |            |                 |       |
| Coalición/Partido                                       | Coalición/Partido                         | Coalición/Partido                         | Proporcional | Proporcional | Proporcional | Uninominal | Uninominal | Uninominal | Escaños totales | +/–   |
| Coalición/Partido                                       | Coalición/Partido                         | Coalición/Partido                         | Votos        | %            | Escaños      | Votos      | %          | Escaños    | Escaños totales | +/–   |
|                                                         |                                           | Partido Democrático de la Izquierda (PDS) | 7.894.118    | 21,06        | 26           | 15.747.455 | 41,95      | 146        | 172             | +48   |
|                                                         | Populares por Prodi (PPI–UD–PRI–SVP)      | 2.554.072                                 | 6,81         | 4            | 68           | 15.747.455 | 41,95      | 72         | +21             |       |
|                                                         | Renovación Italiana (RI)                  | 1.627.380                                 | 4,34         | 8            | 18           | 15.747.455 | 41,95      | 26         | Nuevo           |       |
|                                                         | Federación de los Verdes (FdV)            | 938.665                                   | 2,50         | 0            | 14           | 15.747.455 | 41,95      | 14         | +3              |       |
|                                                         | La Red (LR)                               | —                                         | —            | 0            | 3            | 15.747.455 | 41,95      | 3          | −5              |       |
|                                                         | Unión Autonomista Ladina (UAL)            | —                                         | —            | 0            | 1            | 15.747.455 | 41,95      | 1          | +1              |       |
| El Olivo                                                | El Olivo                                  | 13.014.235                                | 34.71        | 38           | 15.747.455   | 41.95      | 250        | 285        | –               |       |
|                                                         |                                           | Forza Italia (FI)                         | 7.712.149    | 20,57        | 37           | 15.027.030 | 40,08      | 86         | 123             | −9    |
|                                                         | Alianza Nacional (AN)                     | 5.870.491                                 | 15,66        | 28           | 65           | 15.027.030 | 40,08      | 93         | −17             |       |
|                                                         | CCD – CDU                                 | 2.189.563                                 | 5,84         | 12           | 18           | 15.027.030 | 40,08      | 30         | –               |       |
| Polo por las Libertades                                 | Polo por las Libertades                   | 15.772.203                                | 42.07        | 77           | 15.027.030   | 40.08      | 169        | 246        | –               |       |
|                                                         | Liga Norte                                | Liga Norte                                | 3.776.354    | 10,07        | 20           | 4.038.239  | 10,77      | 39         | 59              | −59   |
|                                                         | Partido de la Refundación Comunista (PRC) | Partido de la Refundación Comunista (PRC) | 3.213.748    | 8,57         | 20           | 982.505    | 2,62       | 15         | 35              | −3    |
|                                                         | Liga de Acción Meridional (LAM)           | Liga de Acción Meridional (LAM)           | 72.062       | 0,19         | 0            | 82.373     | 0,22       | 1          | 1               | ±0    |
|                                                         | Valle de Aosta (VdA)                      | Valle de Aosta (VdA)                      |              |              | 0            | 37,431     | 0.10       | 1          | 1               | ±0    |
|                                                         | Otros Partidos                            | Otros Partidos                            | 1.635.796    | 4.39         | 0            | 1.380.076  | 4.26       | 0          | 0               | ±0    |
|                                                         |                                           |                                           |              |              |              |            |            |            |                 |       |
| Votos válidos                                           | Votos válidos                             | Votos válidos                             | 37.484.398   | 92,78        |              | 37.295.109 | 91,79      |            |                 |       |
| Votos nulos                                             | Votos nulos                               | Votos nulos                               | 1.675.878    | 4,15         | 1.768.441    | 4,67       |            |            |                 |       |
| Votos en blanco                                         | Votos en blanco                           | Votos en blanco                           | 1.241.498    | 3,07         | 1.432.888    | 3,54       |            |            |                 |       |
| Total                                                   | Total                                     | Total                                     | 40.401.774   | 100.00       | 155          | 40.496.438 | 100.00     | 455        | 630             | –     |
| Registrados/Participación                               | Registrados/Participación                 | Registrados/Participación                 | 48.744.846   | 82,88        | −3.43        | 48.846.238 | 82,91      | −3.40      | −3.40           | −3.40 |
| Fuente:Departamento de Asuntos Internos y Territoriales |                                           |                                           |              |              |              |            |            |            |                 |       |

#### Proporcional
|                                       | Partido Democrático de la Izquierda (PDS)                             | 7.894.118  | 21,06 | 26  |
|                                       | Forza Italia (FI)                                                     | 7.712.149  | 20,57 | 37  |
|                                       | Alianza Nacional (AN)                                                 | 5.870.491  | 15,66 | 28  |
|                                       | Liga Norte (LN)                                                       | 3.776.354  | 10,07 | 20  |
|                                       | Partido de la Refundación Comunista (PRC)                             | 3.213.748  | 8,57  | 20  |
|                                       | Populares por Prodi (PPI–UD–PRI–SVP)                                  | 2.554.072  | 6,81  | 4   |
|                                       | Centro Cristiano Democrático–Cristianos Democráticos Unidos (CCD–CDU) | 2.189.563  | 5,84  | 12  |
|                                       | Renovación Italiana (RI)                                              | 1.627.380  | 4,34  | 8   |
|                                       | Federación de los Verdes (FdV)                                        | 938.665    | 2,50  | 0   |
|                                       | Lista Pannella-Sgarbi (LPS)                                           | 702.988    | 1,88  | 0   |
|                                       | Llama Tricolor (FT)                                                   | 339.351    | 0,91  | 0   |
|                                       | Partido Socialista (PS)                                               | 149.441    | 0,40  | 0   |
|                                       | Liga de Acción Meridional (LAM)                                       | 72.062     | 0,19  | 0   |
|                                       | Unión Norte-Este (UNE)                                                | 63.934     | 0,17  | 0   |
|                                       | Unión de Tirol del Sur (UfS)                                          | 55.548     | 0,15  | 0   |
|                                       | Manos Limpias (MP)                                                    | 44.935     | 0,12  | 0   |
|                                       | Nosotros los Sicilianos – Frente Nacional Siciliano (NS–FNS)          | 41.001     | 0,11  | 0   |
|                                       | Partido Sardo de Acción (PSd'Az)                                      | 38.002     | 0,10  | 0   |
|                                       | Otros                                                                 | 200.596    | 0,54  | 0   |
| Votos válidos                         | Votos válidos                                                         | 37.484.398 | 92,78 | –   |
| Votos inválidos/en blanco/sin asignar | Votos inválidos/en blanco/sin asignar                                 | 2.917.376  | 7,22  | –   |
| Total                                 | Total                                                                 | 40.401.774 | 100   | 155 |
| Votantes registrados/participación    | Votantes registrados/participación                                    | 48.744.846 | 82,88 | –   |
| Fuente: Ministerio del Interior       |                                                                       |            |       |     |

| \| Voto popular (Proporcional) \| Voto popular (Proporcional) \| Voto popular (Proporcional) \| Voto popular (Proporcional) \| Voto popular (Proporcional) \| \| --------------------------- \| --------------------------- \| --------------------------- \| --------------------------- \| --------------------------- \| \| Partidos \| Partidos \| \| % \| % \| \| PDS \| PDS \| \| 21.06 % \| 21.06 % \| \| FI \| FI \| \| 20.57 % \| 20.57 % \| \| AN \| AN \| \| 15.66 % \| 15.66 % \| \| LN \| LN \| \| 10.07 % \| 10.07 % \| \| PRC \| PRC \| \| 8.57 % \| 8.57 % \| \| Populares \| Populares \| \| 6.81 % \| 6.81 % \| \| CCD-CDU \| CCD-CDU \| \| 5.84 % \| 5.84 % \| \| RI \| RI \| \| 4.34 % \| 4.34 % \| \| FdV \| FdV \| \| 2.50 % \| 2.50 % \| \| LP \| LP \| \| 1.88 % \| 1.88 % \| \| Otros \| Otros \| \| 2.68 % \| 2.68 % \| |           |  |         |         |
| Voto popular (Proporcional) |           |  |         |         |
| Partidos | Partidos  |  | %       | %       |
| PDS | PDS       |  | 21.06 % | 21.06 % |
| FI | FI        |  | 20.57 % | 20.57 % |
| AN | AN        |  | 15.66 % | 15.66 % |
| LN | LN        |  | 10.07 % | 10.07 % |
| PRC | PRC       |  | 8.57 %  | 8.57 %  |
| Populares | Populares |  | 6.81 %  | 6.81 %  |
| CCD-CDU | CCD-CDU   |  | 5.84 %  | 5.84 %  |
| RI | RI        |  | 4.34 %  | 4.34 %  |
| FdV | FdV       |  | 2.50 %  | 2.50 %  |
| LP | LP        |  | 1.88 %  | 1.88 %  |
| Otros | Otros     |  | 2.68 %  | 2.68 %  |

#### Uninominal
|                                       | Polo por las Libertades (PpL)                   | 15.027.030 | 40,09 | 169 |
|                                       | El Olivo (Ulivo)                                | 14.447.548 | 38,54 | 228 |
|                                       | Liga Norte (LN)                                 | 4.038.239  | 10,77 | 39  |
|                                       | El Olivo–Liga Autonomía Véneta (Ulivo–LAV)      | 997.534    | 2,66  | 14  |
|                                       | Progresistas                                    | 982.505    | 2,62  | 15  |
|                                       | Llama Tricolor (FT)                             | 624.558    | 1,67  | 0   |
|                                       | El Olivo–Partido Sardo de Acción (Ulivo–PSd'Az) | 269.047    | 0,72  | 4   |
|                                       | Partido Popular Sudtirolés (SVP)                | 156.708    | 0,42  | 3   |
|                                       | Liga de Acción Meridional (LAM)                 | 82.373     | 0,22  | 1   |
|                                       | Lista Pannella-Sgarbi (LPS)                     | 69.406     | 0,19  | 0   |
|                                       | Manos Limpias (MP)                              | 68.443     | 0,18  | 0   |
|                                       | Partido Socialista (PS)                         | 44.786     | 0,12  | 0   |
|                                       | Cerdeña Nación (SN)                             | 42.246     | 0,11  | 0   |
|                                       | Valle de Aosta (VdA)                            | 37.431     | 0,10  | 1   |
|                                       | Otros                                           | 407.255    | 1,59  | 1   |
| Votos válidos                         | Votos válidos                                   | 37.295.109 | 92,09 | –   |
| Votos inválidos/en blanco/sin asignar | Votos inválidos/en blanco/sin asignar           | 3.201.329  | 7,91  | –   |
| Total                                 | Total                                           | 40.496.438 | 100   | 475 |
| Votantes registrados/participación    | Votantes registrados/participación              | 48.846.238 | 82,91 | –   |
| Fuente: Ministerio del Interior       |                                                 |            |       |     |

| \| Voto popular (Uninominal) \| Voto popular (Uninominal) \| Voto popular (Uninominal) \| Voto popular (Uninominal) \| Voto popular (Uninominal) \| \| ------------------------- \| ------------------------- \| ------------------------- \| ------------------------- \| ------------------------- \| \| Partidos \| Partidos \| \| % \| % \| \| Ulivo \| Ulivo \| \| 41.92 % \| 41.92 % \| \| PpL \| PpL \| \| 40.09 % \| 40.09 % \| \| LN \| LN \| \| 10.77 % \| 10.77 % \| \| Prog. \| Prog. \| \| 2.62 % \| 2.62 % \| \| FT \| FT \| \| 1.67 % \| 1.67 % \| \| Otros \| Otros \| \| 3.65 % \| 3.65 % \| |          |  |         |         |
| Voto popular (Uninominal) |          |  |         |         |
| Partidos | Partidos |  | %       | %       |
| Ulivo | Ulivo    |  | 41.92 % | 41.92 % |
| PpL | PpL      |  | 40.09 % | 40.09 % |
| LN | LN       |  | 10.77 % | 10.77 % |
| Prog. | Prog.    |  | 2.62 %  | 2.62 %  |
| FT | FT       |  | 1.67 %  | 1.67 %  |
| Otros | Otros    |  | 3.65 %  | 3.65 %  |

### Senado de la República
|                                       |                                                     |                                                     |                                                     |                 |                 |            |                        |                 |       |
| Coalición                             | Coalición                                           | Partido                                             | Partido                                             | Uninominal      | Uninominal      | Uninominal | Proporcional (Escaños) | Escaños totales | +/–   |
| Coalición                             | Coalición                                           | Partido                                             | Partido                                             | Votos           | %               | Escaños    | Proporcional (Escaños) | Escaños totales | +/–   |
|                                       | El Olivo                                            |                                                     | Partido Democrático de la Izquierda (PDS)           | 13.434.607      | 41,18           | 134        | 23                     | 102             | +26   |
|                                       | Partido Popular Italiano (PPI)                      | 27                                                  | −4                                                  | 13.434.607      | 41,18           | 134        | 23                     |                 |       |
|                                       | Federación de los Verdes (FdV)                      | 14                                                  | +7                                                  | 13.434.607      | 41,18           | 134        | 23                     |                 |       |
|                                       | Renovación Italiana (RI)                            | 11                                                  | Nuevo                                               | 13.434.607      | 41,18           | 134        | 23                     |                 |       |
|                                       | La Red (LR)                                         | 1                                                   | −5                                                  | 13.434.607      | 41,18           | 134        | 23                     |                 |       |
|                                       | Liga Autonomía Véneta (LAV)                         | 1                                                   | +1                                                  | 13.434.607      | 41,18           | 134        | 23                     |                 |       |
|                                       | Partido Sardo de Acción (PSd'Az)                    | 1                                                   | +1                                                  | 13.434.607      | 41,18           | 134        | 23                     |                 |       |
| Escaños totales                       | Escaños totales                                     | Escaños totales                                     | Escaños totales                                     | Escaños totales | Escaños totales | 157        | –                      |                 |       |
|                                       | Polo por las Libertades                             |                                                     | Forza Italia (FI)                                   | 12.185.020      | 37,35           | 67         | 49                     | 48              | +13   |
|                                       | Polo por las Libertades                             | Alianza Nacional (AN)                               | 43                                                  | 12.185.020      | 37,35           | 67         | 49                     | −4              |       |
|                                       | Polo por las Libertades                             | Centro Cristiano Democrático (CCD)                  | 15                                                  | 12.185.020      | 37,35           | 67         | 49                     | +3              |       |
|                                       | Polo por las Libertades                             | Cristianos Democráticos Unidos (CDU)                | 10                                                  | 12.185.020      | 37,35           | 67         | 49                     | Nuevo           |       |
| Escaños totales                       | Escaños totales                                     | Escaños totales                                     | Escaños totales                                     | Escaños totales | Escaños totales | 116        | –                      |                 |       |
|                                       | Liga Norte (LN)                                     | Liga Norte (LN)                                     | Liga Norte (LN)                                     | 3.394.733       | 10,41           | 18         | 9                      | 27              | −33   |
|                                       | Progresistas                                        | Progresistas                                        | Progresistas                                        | 934.974         | 2,87            | 10         | 0                      | 10              | −8    |
|                                       | El Abeto–SVP–PATT                                   | El Abeto–SVP–PATT                                   | El Abeto–SVP–PATT                                   | 178.425         | 0,55            | 2          | 0                      | 2               | −1    |
|                                       | Llama Tricolor (FT)                                 | Llama Tricolor (FT)                                 | Llama Tricolor (FT)                                 | 747.487         | 2,29            | 0          | 1                      | 1               | Nuevo |
|                                       | Lista Pannella-Sgarbi                               | Lista Pannella-Sgarbi                               | Lista Pannella-Sgarbi                               | 509.826         | 1,56            | 0          | 1                      | 1               | ±0    |
|                                       | Valle de Aosta (VdA)                                | Valle de Aosta (VdA)                                | Valle de Aosta (VdA)                                | 27.493          | 0,08            | 1          | 0                      | 1               | ±0    |
|                                       | Partido Socialista (PS)                             | Partido Socialista (PS)                             | Partido Socialista (PS)                             | 286.426         | 0,88            | 0          | 0                      | 0               | Nuevo |
|                                       | Manos Limpias                                       | Manos Limpias                                       | Manos Limpias                                       | 109.113         | 0,33            | 0          | 0                      | 0               | Nuevo |
|                                       | Liga por la Autonomía – Alianza Lombarda            | Liga por la Autonomía – Alianza Lombarda            | Liga por la Autonomía – Alianza Lombarda            | 106.313         | 0,33            | 0          | 0                      | 0               | −1    |
|                                       | Unión Norte-Este (UNE)                              | Unión Norte-Este (UNE)                              | Unión Norte-Este (UNE)                              | 72.541          | 0,22            | 0          | 0                      | 0               | Nuevo |
|                                       | Nosotros los Sicilianos – Frente Nacional Siciliano | Nosotros los Sicilianos – Frente Nacional Siciliano | Nosotros los Sicilianos – Frente Nacional Siciliano | 71.841          | 0,22            | 0          | 0                      | 0               | ±0    |
|                                       | Liga de Acción Meridional (LAM)                     | Liga de Acción Meridional (LAM)                     | Liga de Acción Meridional (LAM)                     | 66.750          | 0,20            | 0          | 0                      | 0               | ±0    |
|                                       | Verdes Verdes (VV)                                  | Verdes Verdes (VV)                                  | Verdes Verdes (VV)                                  | 61.434          | 0,19            | 0          | 0                      | 0               | ±0    |
|                                       | Partido de los Pensionistas (PP)                    | Partido de los Pensionistas (PP)                    | Partido de los Pensionistas (PP)                    | 60.640          | 0,19            | 0          | 0                      | 0               | ±0    |
|                                       | Socialdemocracia                                    | Socialdemocracia                                    | Socialdemocracia                                    | 60,016          | 0.18            | 0          | 0                      | 0               | Nuevo |
|                                       | Cerdeña Nación (SN)                                 | Cerdeña Nación (SN)                                 | Cerdeña Nación (SN)                                 | 44.713          | 0,14            | 0          | 0                      | 0               | ±0    |
|                                       | Otros                                               | Otros                                               | Otros                                               | 270.188         | 0,81            | 0          | 0                      | 0               | –     |
| Votos válidos                         | Votos válidos                                       | Votos válidos                                       | Votos válidos                                       | 32.624.584      | 92,52           | –          | –                      | –               | –     |
| Votos inválidos/en blanco/sin asignar | Votos inválidos/en blanco/sin asignar               | Votos inválidos/en blanco/sin asignar               | Votos inválidos/en blanco/sin asignar               | 2.636.219       | 7,48            | –          | –                      | –               | –     |
| Total                                 | Total                                               | Total                                               | Total                                               | 35.260.803      | 100             | 232        | 83                     | 315             | –     |
| Votantes registrados/participación    | Votantes registrados/participación                  | Votantes registrados/participación                  | Votantes registrados/participación                  | 42.889.825      | 82,21           | –          | –                      | –               | –     |
| Fuente: Ministerio del Interior       |                                                     |                                                     |                                                     |                 |                 |            |                        |                 |       |

| \| Voto popular \| Voto popular \| Voto popular \| Voto popular \| Voto popular \| \| ------------ \| ------------ \| ------------ \| ------------ \| ------------ \| \| Partidos \| Partidos \| \| % \| % \| \| Ulivo \| Ulivo \| \| 39.89 % \| 39.89 % \| \| PpL \| PpL \| \| 37.35 % \| 37.35 % \| \| LN \| LN \| \| 10.41 % \| 10.41 % \| \| Prog. \| Prog. \| \| 2.87 % \| 2.87 % \| \| FT \| FT \| \| 2.29 % \| 2.29 % \| \| Otros \| Otros \| \| 7.19 % \| 7.19 % \| |          |  |         |         |
| Voto popular |          |  |         |         |
| Partidos | Partidos |  | %       | %       |
| Ulivo | Ulivo    |  | 39.89 % | 39.89 % |
| PpL | PpL      |  | 37.35 % | 37.35 % |
| LN | LN       |  | 10.41 % | 10.41 % |
| Prog. | Prog.    |  | 2.87 %  | 2.87 %  |
| FT | FT       |  | 2.29 %  | 2.29 %  |
| Otros | Otros    |  | 7.19 %  | 7.19 %  |